# Baby Said
Baby Said è un singolo del gruppo musicale italiano Måneskin, pubblicato il 3 marzo 2023 come sesto estratto dal loro terzo album in studio Rush!.

## Video musicale
Sebbene non sia stato realizzato alcun video per il brano, il 20 gennaio 2023 è stato diffuso un lyric video diretto da Tommaso Ottomano.

## Classifiche

### Classifiche settimanali
| Classifica (2023)       | Posizione massima |
| ----------------------- | ----------------- |
| Belgio (Fiandre)        | 45                |
| Belgio (Vallonia)       | 29                |
| Francia                 | 50                |
| Grecia                  | 82                |
| Lettonia                | 10                |
| Lituania                | 18                |
| Italia                  | 99                |
| Polonia                 | 78                |
| Slovacchia              | 92                |
| Stati Uniti (hard rock) | 17                |

### Classifiche di fine anno
| Classifica (2023) | Posizione |
| ----------------- | --------- |
| Francia           | 130       |